# Обершвайнбах
Обершвайнбах (нем. Oberschweinbach) — община в Германии, в земле Бавария. 
Подчиняется административному округу Верхняя Бавария. Входит в состав района Фюрстенфельдбрукк.  Население составляет 1624 человека (на 31 декабря 2010 года). Занимает площадь 7,23 км².